# Michelle Burgher
Michelle Burgher (Kingston, 12 maart 1977) is een Jamaicaanse atlete, die is gespecialiseerd in de 400 m. Zij behaalde vooral successen op de 4 x 400 m estafette, op welk atletiekonderdeel zij tweemaal deelnam aan de Olympische Spelen en waarbij zij beide keren met eremetaal huiswaarts keerde.

## Biografie

### Jeugd
In haar jeugd deed Burgher aan hoogspringen, maar stapte vanwege een highschoolcompetitie over op de 400 m. Ze bleek talent te hebben en mocht in 1996 op het WK junioren in Sydney starten als estafette-loopster op de 4 x 400 m.

### Senioren
Op de Olympische Spelen van Sydney in 2000 liep Michelle Burgher in de kwalificatieronde als derde loopster op de 4 x 400 m. Haar team werd in de finale tweede in 3.23,25. Ze liep ook als startloopster in de voorrondes op de 4 x 400 m op de wereldkampioenschappen atletiek 2001 in Edmonton. Het moment dat ze het nationale volkslied mee mocht zingen, geldt als haar meest trotse moment.
In 2001 won Burgher de Centraal-Amerikaanse en Caribische kampioenschappen in Guatemala-Stad. Op de Pan-Amerikaanse Spelen 2003 werd ze op de 4 x 400 m estafette derde met haar teamgenotes Naleya Downer, Novlene Williams en Allison Beckford. In datzelfde jaar won ze op de individuele 400 m een zilveren medaille op de Centraal-Amerikaanse en Caribische kampioenschappen in 52,19 achter Hazel-Ann Regis (goud) uit Grenada en voor Eliana Pacheco (brons) uit Venezuela.
Op het WK indoor 2004 in Boedapest werd Michelle Burgher op de 400 m in de kwalificatieronde uitgeschakeld met een tijd van 54,18. Op de Olympische Spelen van Athene dat jaar maakte ze evenals vier jaar eerder deel uit van de 4 x 400 m estafetteploeg. Ditmaal was zij er zowel in de kwalificatieronde als in de finale bij en won zij met haar teamgenotes Novlene Williams, Nadia Davy en Sandie Richards een bronzen medaille. Het Jamaicaanse team finishte in 3.22,00 achter het Amerikaanse (3.19,01) en het Russische team (3.20,16). Individueel deed ze mee aan de 400 m, maar sneuvelde al in de kwalificatieronde met 52,04.
Burgher houdt trainingskampen en toespraken voor schoolkinderen. Haar ambitie is om kinderpsychologe te worden en haar hobby's zijn het versieren van haar flat en dansen. Haar neef Claston Bernard is Gemenebestkampioen op de tienkamp.

## Titels
- Centraal-Amerikaans en Caribisch kampioene 400 m - 2001

## Persoonlijke records
Outdoor
| Onderdeel    | Prestatie | Datum        | Plaats   |
| ------------ | --------- | ------------ | -------- |
| 400 m        | 51,88 s   | 27 juni 2004 | Kingston |
| 400 m horden | 57,39 s   | 28 juli 2006 | Londen   |

Indoor
| Onderdeel | Prestatie | Datum            | Plaats       |
| --------- | --------- | ---------------- | ------------ |
| 400 m     | 52,94 s   | 13 februari 2004 | Fayetteville |

## Palmares

### 400 m horden
- 1996:  Carifta Games - 59,98 s

### 400 m
- 1996:  Carifta Games - 54,36 s
- 2001:  Centraal-Amerikaanse en Caribische kampioenschappen - 53,04 s
- 2003:  Centraal-Amerikaanse en Caribische kampioenschappen - 52,19 s

### 4 x 400 m
- 2000:  OS - 3.23.25
- 2003:  Pan-Amerikaanse Spelen - 3.27,34
- 2004: 5e WK indoor - 3.33,77
- 2004:  OS - 3.22,00